# SICAM
SICAM (англ. Substation Information Control Automation Monitoring) — линейка аппаратного и  программного обеспечения, разработанная подразделением автоматизации и энергоснабжения компании Siemens AG для построения систем диспетчерского контроля и управления в энергетике.
Включает следующее оборудование и программное обеспечение:
- SICAM eRTU
- SICAM 1703 (SAT)
- SICAM PAS
- SICAM PAS CC
- SICAM Valpro
- SICAM Recpro